# Massimo Boldi

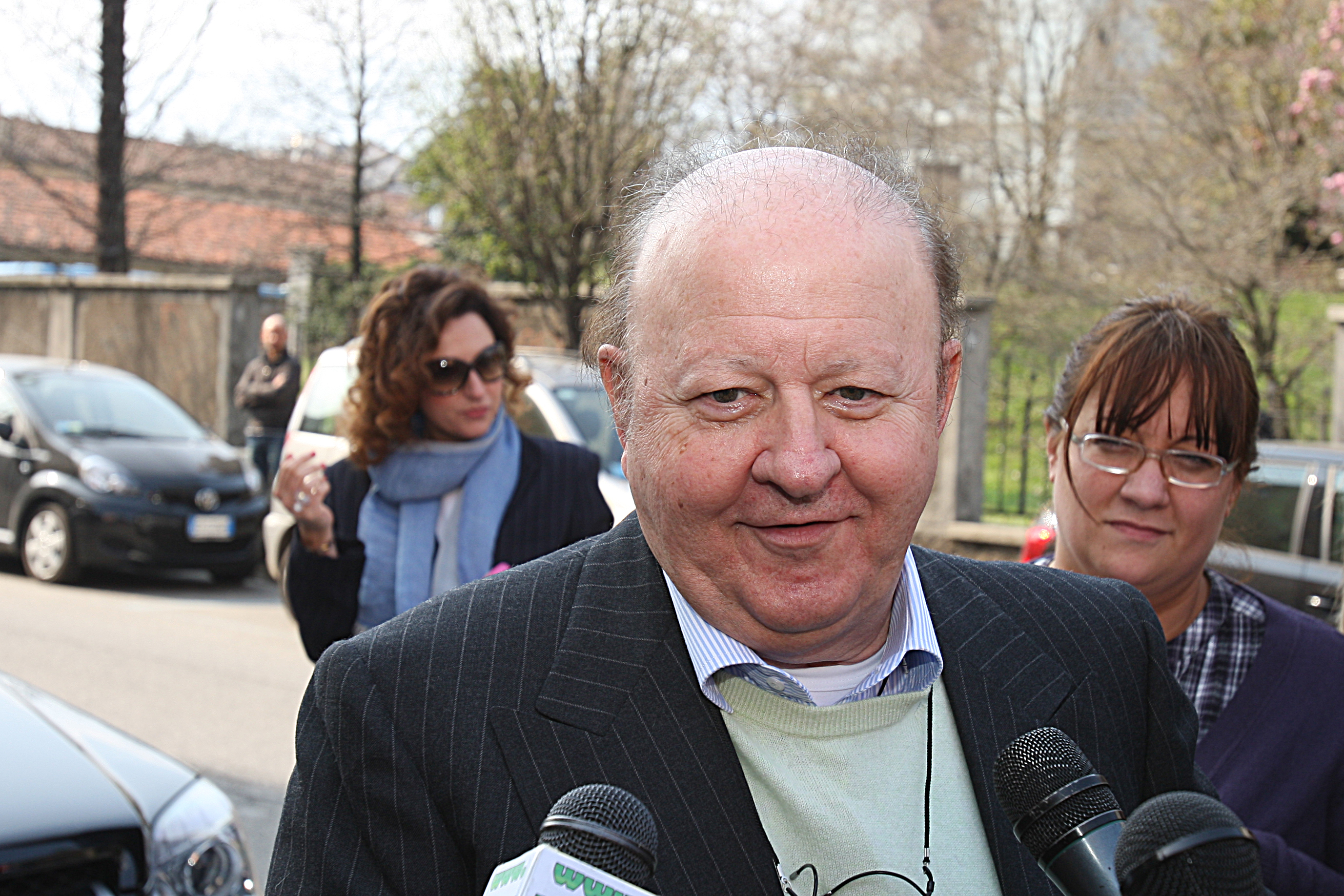
Massimo Boldi

Massimo Antonio Boldi (* 23. Juli 1945 in Luino) ist ein italienischer Komiker, Schauspieler und Schlagzeuger.

## Leben
Nach seinem Schulabschluss arbeitete Boldi seit Mitte der 1960er Jahre im Mailänder Jazzclub und Kabarett „Derby“, wo er einerseits als Schlagzeuger für Musik und andererseits auf der Bühne für Unterhaltung sorgte. 1974 wurde er einem breiteren Publikum bekannt, als er in der Fernsehsendung „Canzonissima“ als Partner von Renato Pozzetto spielte. In der Folgezeit bildete er mit Teo Teocoli ein von Kritikern wie Publikum gleichermaßen geschätztes komisches Duo. Ab 1980 war Boldi dann in zahlreichen Fernsehsendungen zu sehen und schuf Kunstfiguren, die in Erinnerung blieben (wie den trotteligen Nachrichtensprecher „Max Cipollino“ in „A tutto gag“); Titel anderer Sendungen waren z. B. „Risatissima“, „Striscia la notizia“, „Drive In“, „Una rotonda sul mare“ oder „Scherzi a parte“, alle von der Fininvest produziert.
Mit einem massigen Körper, einem fröhlichen Gesicht und einer Diktion, die die Zuhörerschaft in Lachen versetzt, war Boldi mit guten Voraussetzungen ausgestattet, ein ganz großer der italienischen Komiker zu werden; allerdings war er wenig wählerisch, was seine Rollen betraf und war somit zu oft in trivialen und vulgären Rollen zu sehen: Seit 1975 drehte er auch regelmäßig für das Kino, wo er in über 60 zwar meist beim Publikum erfolgreichen, aber wenig mehr als durchschnittlichen und künstlerisch belanglosen Werken spielte, die selten Eindruck über das Tagesgeschäft hinaus machten. 1996 trat er für Pupi Avati in dessen Festival in seiner ersten Charakterrolle auf, wandte sich aber dann wieder gewohnten Pfaden zu und in Serienfilmen wie die der „Natale“-Reihe auf. Neben Christian De Sica war er in 24 Filmen zu sehen.
Nach einigen erfolgreichen Fernsehserien im neuen Jahrtausend (Un ciclone in famiglia, 2005–2008; Un coccodrillo per amico, 2009 u. a.) schreibt (für Kinofilme) und produziert (für Fernsehformate) Boldi seit 2010 auch gelegentlich seine Werke.
Boldi ist verheiratet und Vater dreier Töchter.

## Filmografie (Auswahl)
- 1975: Due cuori una cappella
- 1981: Ornella – Die Unwiderstehliche (Nessuno è perfetto)
- 1981: Die verrückteste Armee der Welt (L’esercito più pazzo del mondo)
- 1984: Der Junge vom Land (Il ragazzo di campagna)
- 1986: Cordelli gegen die Mafia (Il tenente dei carabinieri)
- 1987: Gauner haben’s schwer (Scuola di ladri parte seconda)
- 1994: Die römische Kanone (S.P.Q.R. 2000 e 1/2 anni fa)
- 2006: Olé (Olè)
- 2008: La fidanzata di papà
- 2010: A Natale mi sposo
- 2011: Matrimonio a Parigi
- 2014: Ma tu di che segno 6?
- 2015: Matrimonio al Sud
- 2016: La coppia dei campioni
- 2016: Un Natale al Sud
- 2017: Natale da Chef